# Les Disparus de la lagune
Les Disparus de la lagune (Earthly Remains, dans les éditions originales en anglais) est un roman policier américain de Donna Leon, publié en 2017. C'est le 26e roman de la série mettant en scène le personnage de Guido Brunetti.

## Résumé
Lors d’un interrogatoire mené à deux, le commissaire Brunetti veut sauver son collègue Puccetti d’un mauvais geste sur un avocat - présumé coupable d’avoir fait mourir une femme -, et doit prétexter un arrêt cardiaque. Il lui faut simuler jusqu’au bout et Brunetti se retrouve en arrêt maladie. On lui prescrit du repos. Il rejoint une maison de campagne appartenant à sa belle famille sur l’île de Sant’Erasmo où il est accueilli par Davide Casati avec lequel il va se refaire une santé en ramant sur un puparin (variante sportive de la gondole) dans la lagune. Le vieil homme veuf et taciturne a été un grand ami de son père, et s’occupe dorénavant d’abeilles dans la lagune où il a des ruches, et est préoccupé par leur mortalité. Pendant une dizaine de jours, une amitié va lier les deux hommes qui passent ensemble des heures sur la lagune à ramer, à se baigner, à prendre conscience de la richesse de la vie lagunaire, faune, flore, pêcheurs... Mais Casati disparaît après un violent orage. Brunetti et le capitaine des secours Dantone doivent se jeter littéralement à l’eau pour le retrouver, mort, sous son bateau renversé. Accident, suicide, ou pourquoi pas règlement de comptes ? Qui donc était Davide Casati ? Pourquoi est-il est venu vivre à Sant’Erasmo ? Dans sa première partie, ce roman est différent des ouvrages précédents. Le cadre de l'histoire n'est plus ni le commissariat ni Venise, mais sa lagune. Casati lui fait découvrir les abeilles, lui parle des poissons, des oiseaux. Il cherche à connaître les raisons de l'explosion survenue il y a plusieurs années et dont les conséquences ont brisé en partie la vie de Casati. Guido Brunetti mène l'enquête - de manière officieuse - avec Vianello puis la commissaire Griffoni, et découvre les activités illégales d’une société de nettoyage du port de Marghera qui déversait des produits toxiques dans la lagune vénitienne. 
Cela le mènera également à une maison de retraite, prison dorée où Zeno Bianchi et Leonardo Pozzi, les deux anciens collègues de travail de Casati, blessés avec lui, finissent leurs jours, muselés par la compagnie de nettoyage qui a déversé ses fûts toxiques dans la lagune et qui a failli les tuer dans son explosion, les rendant aveugle pour l’un et homme tronc pour l’autre. Retraite dorée contre silence sur la pollution. Sauf que le seul des trois hommes encore libre venait d’apprendre le résultat des analyses du produit qui avait tué ses abeilles.

## Éditions
Éditions originales en anglais
- (en) Donna Leon, Earthly Remains, Londres, William Heinemann, 6 avril 2017, 320 p. (ISBN 978-1-78515-135-4) — Édition britannique
- (en) Donna Leon, Earthly Remains : A Commissario Guido Brunetti Mystery, New York, Atlantic Monthly Press, 4 avril 2017, 304 p. (ISBN 978-0-8021-2647-4) — Édition américaine

Éditions françaises
- Donna Leon (auteur) et Gabriella Zimmermann (traducteur) (trad. de l'anglais), Les Disparus de la lagune [« Earthly Remains »], Paris, Calmann-Lévy, 12 septembre 2018, 370 p. (ISBN 978-2-7021-6325-2, BNF 45580000)
- Donna Leon (auteur) et Gabriella Zimmermann (traducteur) (trad. de l'anglais), Les Disparus de la lagune [« Earthly Remains »], Paris, Points, coll. « Points policier » (no P5068), 14 août 2019, 360 p. (ISBN 978-2-7578-7309-0, BNF 45802120)

## Adaptation télévisée
Le roman a fait l'objet d'une adaptation pour la télévision, en 2019, sous le titre allemand original : Stille Wasser, dans le cadre de la série Commissaire Brunetti dans une réalisation de Sigi Rothemund, produite par le réseau ARD et initialement diffusée le 25 décembre 2019.